# Гі Ебер
Гі Ебер (англ. Guy Hebert, нар. 7 січня 1967, Трой) — колишній американський хокеїст, що грав на позиції воротаря. Грав за збірну команду США.

## Ігрова кар'єра
Професійну хокейну кар'єру розпочав 1989 року.
1987 року був обраний на драфті НХЛ під 159-м загальним номером командою «Сент-Луїс Блюз».
Протягом професійної клубної ігрової кар'єри, що тривала 13 років, захищав кольори команд «Сент-Луїс Блюз», «Анагайм Дакс» та «Нью-Йорк Рейнджерс».
Виступав за збірну США.

## Нагороди та досягнення
- Володар Пам'ятного трофея Джеймса Норріса[en] IHL — 1990-91.
- Володар Кубка світу в складі збірної США — 1996.
- Учасник матчу усіх зірок НХЛ — 1997.

## Статистика НХЛ
|                  | Сезони | І   | %ВК   | ПГГ  | ША |
| ---------------- | ------ | --- | ----- | ---- | -- |
| Регулярний сезон | 10     | 491 | 0,383 | 2,81 | 28 |
| Плей-оф          | 3      | 14  | 0,286 | 2,66 | 1  |